# Rehbach (dopływ Renu)
Rehbach – rzeka w południowo-zachodnich Niemczech o długości 29 km. Jest lewym dopływem Renu. Rzeka nie ma źródła. Powstaje w wyniku podzielenia rzeki Speyerbach w Neustadt an der Weinstraße. Następnie rzeka przepływa przez gminy: Haßloch, Böhl-Iggelheim, Schifferstadt, Limburgerhof oraz Neuhofen. W okolicach miejscowości Altrip rzeka wpływa do Renu.